# Creation Records
Creation Records Ltd. foi uma gravadora britânica independente fundada em 1983 por Alan McGee, Dick Green e Joe Foster. Seu nome veio da banda dos anos 1960 The Creation,  a quem McGee admirava muito. A gravadora encerrou as operações em 1999, embora tenha sido revivida em um ponto em 2011 para o lançamento da coletânea Upside Down.
Ao longo de seus dezesseis anos de história, o Creation concentrou-se predominantemente no rock alternativo, lançando vários discos influentes de indie rock, shoegaze e britpop, mas também apresentou bandas apresentando vários outros estilos de rock, incluindo indie pop e pós-punk, bem como alguns artistas eletrônicos, folk e experimentais.

## História

### Início
McGee formou a Creation Records após o culminar de vários projetos, incluindo o fanzine Communication Blur, sua própria banda de rock The Laughing Apple (com o futuro guitarrista do Primal Scream e amigo de longa data Andrew Innes) e sua administração do local The Communication Club.  Inicialmente, McGee desejava fornecer uma saída para músicos com ideias semelhantes e uma oportunidade para bandas jovens verem seu trabalho em vinil. Principalmente, a gravadora se opunha ao synth-pop "fabricado" da época, que tinha pouca semelhança com o trabalho de seus artistas favoritos, incluindo Public Image Ltd e Sex Pistols. 
McGee começou a gravadora lançando o single "'73 in '83" do The Legend!,  depois de fazer um empréstimo bancário de £ 1.000.  Na mesma época, ele fundou um clube chamado The Living Room em Tottenham Court Road,  através do qual conheceu várias pessoas que iriam gravar para Creation, incluindo Peter Astor e Lawrence.  A distribuidora Rough Trade logo começou a financiar lançamentos. 
A Creation estava entre as principais gravadoras no movimento indie de meados da década de 1980, com os primeiros artistas como The Jesus and Mary Chain, The Membranes e Primal Scream.  The Jesus and Mary Chain foi gravar para a Warner Brothers em 1985, mas McGee permaneceu como seu empresário. Com os lucros que obteve com a banda, ele conseguiu lançar singles de gravadoras como Primal Scream, Felt e The Weather Prophets.
McGee tinha entusiasmo e uma capacidade incrível de atrair a mídia musical semanal e conseguiu obter um número cada vez maior de seguidores underground. Em seus primeiros dias, ele foi capaz de projetar uma imagem notória de The Jesus and Mary Chain, que frequentemente cortejava a violência e o comportamento grosseiro.
Os primeiros anos da Creation aparecem com destaque no documentário de 2017, Teenage Superstars. 

### Período intermediário
Após uma tentativa malsucedida de abrir uma gravadora para a Warner Brothers (Elevation Records), McGee reagrupou a Creation e mergulhou na crescente cena dance e acid house a partir do final dos anos 1980. Essas cenas influenciaram os pilares da Creation, como Primal Scream e Ed Ball, bem como recém-chegados, como My Bloody Valentine. 
Os lançamentos da Creation Records nessa época tendiam a ser aclamados pela crítica, sem serem grandes sucessos comerciais.  A Creation tinha uma dívida considerável que só foi adiada até que McGee vendeu metade da empresa para a Sony Music em 1992. Houve relatos do uso crescente de drogas por McGee, bem como numerosos e conflitantes relatos de que a gravadora quase faliu depois de financiar a gravação de dois anos de My Bloody Valentine's 1991 Loveless.

### Anos Sony
Depois de vender para a Sony, a Creation havia assinado com o Oasis, cujo álbum de estreia, Definitely Maybe se tornou um grande sucesso comercial e de crítica. A banda passou a simbolizar o movimento cultural Britpop de meados da década de 1990. O sucesso do Oasis foi sem precedentes para um ato de uma gravadora independente. Seu segundo álbum, (What's the Story) Morning Glory? tornou-se o álbum britânico mais vendido da década.
Na década de 1990, a Creation lançou a subsidiária Rev-Ola Records, formada por Joe Foster. A Rev-Ola agora faz parte do grupo de gravadoras PoppyDisc.
O Partido Trabalhista do Reino Unido revitalizado tomou nota das realizações de McGee com a Creation. Eles conseguiram que McGee liderasse uma campanha de mídia antes das eleições gerais de 1997 para atrair a cultura jovem britânica. Ele foi o grande responsável por mudar a legislação do governo em relação aos músicos poderem entrar no New Deal, que deu aos músicos três anos para se desenvolverem e serem financiados pelo governo, em vez de terem que aceitar outros empregos para sobreviver.
Omnibus fez um documentário sobre McGee and Creation em 1998 para a BBC One. A Creation Records foi premiada como "Gravadora Independente do Ano" todos os anos entre 1995 e 1998 pela Music Week, e McGee recebeu o prêmio NME "Godlike Genius" em fevereiro de 1995.

### Dissolução
De acordo com o documentário Upside Down, McGee e Foster optaram por encerrar a Creation em dezembro de 1999 após McGee começar a sofrer esgotamento e desilusão com a gravadora. O lançamento final do selo foi XTRMNTR da Primal Scream, lançado em janeiro de 2000, logo após o selo parar de funcionar.
A dissolução da Creation Records em 1999 levou McGee e Foster a formar Poptones. A gravadora viu um retorno às raízes fortemente independentes da Creation e, principalmente, lançou a carreira de The Hives no Reino Unido.
Em maio de 2007, McGee disse ao jornal The Independent que estava encerrando o Poptones por motivos financeiros. 
Upside Down, um filme da Creation Records estreou no BFI em Londres em 23 e 24 de outubro de 2010.  Foi lançado em DVD no Reino Unido em 9 de maio de 2011.  Além disso, foi lançado um álbum de trilha sonora compilado por Joe Foster com 34 faixas que cobrem toda a carreira da Creation Records. Este álbum foi lançado pela Creation Records, que foi revivida apenas para o lançamento do álbum.
Em várias entrevistas em 2012, McGee disse que estava "considerando seriamente" ressuscitar a Creation Records , mas aceitou uma oferta da Cherry Red Records para lançar o 359 Music.  
Após o fim da parceria com a Cherry Red, McGee lançou uma gravadora especializada em lançar discos de vinil de 7 polegadas.  Esse selo se chamava Creation23 e era visto como a nova encarnação da Creation Records. Os artistas que tiveram singles lançados pela gravadora incluíram The K's,  Shambolics, Rubber Jaw, Young Garbo e Juggs.   

## "It's Creation Baby"
Em 1º de fevereiro de 2021, McGee relançou a Creation23 como a gravadora "It's Creation Baby" e se tornou o único proprietário da empresa. A gravadora agora assinaria atos e lançaria álbuns, bem como singles de 7 polegadas, com Astrid's Charlie Clark  lançando um álbum solo chamado Late Night Drinking como o primeiro lançamento de álbum da gravadora.     Em dezembro de 2021, McGee supervisionou lançamentos de bandas como Marquis Drive, Shambolics e The Illicits (bandas que anteriormente faziam parte do Creation23) , bem como singles da banda de Caterina Speranza, CAT SFX   e do membro do elenco John Power, que lançou um single solo chamado "Grounded Truth" pela gravadora.   McGee também lançou um festival de música indie usando o nome Creation, criado por McGee para mostrar seus atos em um projeto de lei que também inclui headliners nomeados da cena musical indie. O festival, agora chamado de Utilita Creation Day Festival, deveria ser realizado em Wolverhampton em 2021, mas foi adiado para 2022.    

## Discografia

### Principais bandas/músicos
- 3 Colours Red
- 18 Wheeler
- Adorable
- Arnold
- Heidi Berry
- Biff Bang Pow!
- Blow Up
- BMX Bandits
- The Bodines
- The Boo Radleys
- Bernard Butler
- A Certain Ratio
- The Chills
- The Cramps
- The Creation
- Dreadzone
- Bill Drummond
- Felt
- Five Go Down to the Sea?[35]
- Fluke
- Glen Matlock
- Guided by Voices
- Heavy Stereo
- The House of Love
- Hurricane #1
- Idha
- The Jasmine Minks
- The Jazz Butcher
- The Jesus and Mary Chain
- The Legend!
- The Lilac Time
- The Loft
- Love Corporation
- Meat Whiplash
- Medicine
- The Membranes
- Momus
- Moonshake
- Bob Mould
- My Bloody Valentine
- Nikki Sudden
- Oasis
- The Pastels
- Primal Scream
- The Revolving Paint Dream
- Ride
- Kevin Rowland
- Ruby
- Saint Etienne
- Silverfish
- Slaughter Joe
- Slowdive
- The Sneetches
- Sugar
- Super Furry Animals
- Swervedriver
- Technique
- Teenage Fanclub
- Teenage Filmstars
- The Telescopes
- The Times
- Ultra Living
- Velvet Crush
- The Weather Prophets

### Infonet
Infonet era uma sub-gravadora de música eletrônica da Creation Records, dirigida por Chris Abbot. Esteve ativo entre 1992 e 1997. As principais bandas da gravadora eram Bandulu (com vários pseudônimos) e Reload. A Infonet também lançou discos com Andrea Parker e David Morley, Eddie Fowlkes, Sulfuric, Syzygy, entre outros.

### August Records
August Records foi uma ramificação de curta duração da Creation Records A&R'd pelo ex-chefe da Fire Records, Dave Barker. Esteve ativo entre 1992 e 1994. Lançou discos de 18 Wheeler (posteriormente transferido para Creation), Eugenius (ex-Fire Records), Shonen Knife e Ween.

### Icerink
Icerink era uma sub-gravadora da Creation Records, dirigida por Saint Etienn . Esteve ativo entre 1992 e 1994. Lançou dez singles (de Shampoo e Earl Brutus, entre outros) e uma compilação, We Are Icerink. 

### Ball Product
Ball Product foi um sub-rótulo da Creation de curta duração, dirigido por Edward Ball. Lançou quatro álbuns durante 1992–1993, por Link Wray, The Dentists, Further e Brenda Kahn.

### Eruption Records
A Eruption Records era uma sub-gravadora da Creation Records, Richard Norris era o consultor A&R da gravadora. Esteve ativo entre 1996 e 1999. Lançou Wamdue Project, entre outros.